# Monasterio de San Martín de Albelda
El Monasterio de San Martín de Albelda, hoy en ruinas, estuvo situado en el término municipal de Albelda de Iregua, en La Rioja (España).
Fue fundado por Sancho Garcés I de Pamplona y por su esposa Toda en el siglo X en conmemoración de la conquista junto con Ordoño II de León de Nájera y Viguera en 923. Se cree que la comunidad asumió en sus inicios la Regla de San Benito, sin embargo no puede ser afirmado rotundamente. Su primer abad se llamaba Pedro.
En 950 se decía que eran doscientos los monjes de Albelda, siendo registrado este mismo año el primer peregrino jacobeo conocido de la historia. Este fue Gotescalco, obispo de la ciudad francesa de Puy, que se detuvo en el monasterio en su ruta hacia Santiago de Compostela para que sus amanuenses le realizaran una copia de un libro de San Ildefonso de Toledo (discípulo de Isidoro de Sevilla), para recogerla en su camino de vuelta.
En el siglo XI, Sancho Garcés III el Mayor donó al cenobio entre otros el castillo de Clavijo.
En el 976 el copista Vigila elaboró un detallado texto sobre los acontecimientos de la España cristiana conocido como Crónica Albeldense o Codex Vigilanus, compuesto por 430 folios de pergamino. Allí, en el folio 12, entre maravillosas imágenes miniadas, poemas, cánones con noticias de concilios y decretales pontificias, además de leyes civiles, aparecen, por primera vez en los registros conocidos, las entonces nuevas cifras, 1, 2, 3, 4, 5, 6, 7, 8 y 9, que junto al 0 constituyen los caracteres numéricos que todavía continuamos utilizando. Y aparecen, como podemos observar en las correspondientes ilustraciones reproducidas en el libro, la mayoría bajo la misma forma en que las empleamos hoy, y con muy pequeñas diferencias en los casos de 2, 3, 4 y 5. Este es el registro más antiguo en Europa de estos nueve números de la base decimal.
Fue sede episcopal entre 1033 y 1092.
Entre 1167 y 1180 se convirtió en colegiata, regida por la Regla de San Agustín.
En el siglo XII comenzó la decadencia del monasterio, hasta que en 1435 es unificada con la Concatedral de Santa María de la Redonda en virtud de la bula del papa Eugenio IV, siendo obispo de Calahorra Diego López de Zúñiga.